# Хендриксон, Элизабет
Эли́забет Ко́ртни Хе́ндриксон (англ. Elizabeth Courtney Hendrickson; род. 3 июля 1979, Нью-Йорк, Нью-Йорк) — американская актриса

. Наиболее известна благодаря своим ролям Мэри Фрэнсис «Фрэнки» Стоун и Мэри Маргарет «Мэгги» Стоун в мыльной опере ABC «Все мои дети» (2001—2007), и Хлои Митчелл в мыльной опере CBS «Молодые и дерзкие», где она снимается с 2008 года.

## Биография и карьера
Хендриксон родилась в Нью-Йорке и изучала актёрское мастерство в Сиракьюсском университете, после чего перевелась в Фордхемский университет.
В 2012 году, спустя десятилетие работы в мыльных операх, Хендриксон получила свою первую номинацию на Дневную премию «Эмми» за лучшую женскую роль второго плана в драматическом сериале. Помимо работы на дневном телевидении, Хендриксон в разные годы была гостем в прайм-тайм драмах «Закон и порядок: Специальный корпус», «Детектив Раш» и «Мыслить как преступник».
С 29 июня 2019 года Хендриксон замужем за Робом Медером. У супругов есть дочь — Джозефин Джеймс Медер (род. 27 марта 2020).

## Фильмография
| Год       |     | Русское название                    | Оригинальное название             | Роль                       |
| --------- | --- | ----------------------------------- | --------------------------------- | -------------------------- |
| 2001      | с   | Закон и порядок: Специальный корпус | Law & Order: Special Victims Unit | Минди Шумахер              |
| 2001—2007 | с   | Все мои дети                        | All My Children                   | Мэгги Стоун / Фрэнки Стоун |
| 2005      | ф   | В поисках Бобби Д                   | Searching for Bobby D             | Дениз                      |
| 2006      | с   | Медиум                              | Medium                            | Минди                      |
| 2006      | с   | Детектив Раш                        | Cold Case                         | Эмма Элизабет Вайн         |
| 2006      | кор | —                                   | That Guy                          | тусовщица                  |
| 2006      | с   | C.S.I.: Место преступления Майами   | CSI: Miami                        | Ребекка Рот                |
| 2007      | с   | Мыслить как преступник              | Criminal Minds                    | Кэти                       |
| 2008—2009 | с   | —                                   | Imaginary Bitches                 | Лиззи                      |
| 2008—2020 | с   | Молодые и дерзкие                   | The Young and the Restless        | Хлоя Митчелл               |
| 2010      | с   | —                                   | ACME Hollywood Dream Role         | в роли самой себя          |
| 2012      | с   | Лига                                | The League                        | Эбби                       |
| 2013      | кор | —                                   | Corn Star                         | Софи                       |
| 2015      | с   | Морская полиция: Новый Орлеан       | NCIS: New Orleans                 | Бет                        |
| 2015      | с   | Особо тяжкие преступления           | Major Crimes                      | Сара                       |
| 2016      | с   | Без обязательств                    | Casual                            | Кора                       |
| 2018—2019 | с   | Главный госпиталь                   | General Hospital                  | Марго Доусон               |
| 2019      | кор | —                                   | Two Sands                         | Ди                         |